# Georgia la Concursul Muzical Eurovision Junior
Georgia a debutat la Concursul Muzical Eurovision Junior în anul 2007. Țara a câștigat de trei ori concursul până în prezent, fiind cea mai de succes țară din concurs.

## Rezultate

#### Legendă:
Câștigător
     Locul al doilea
     Locul al treilea
     Ultimul loc
| An   | Gazda     | Artist               | Titlu                             | Poziție | Puncte |
| ---- | --------- | -------------------- | --------------------------------- | ------- | ------ |
| 2007 | Rotterdam | Mariam Romelashvili  | "Odelia Ranuni" (ოდელია რანუნი)   | 4       | 116    |
| 2008 | Limassol  | Bzikebi              | "Bzz.."                           | 1       | 154    |
| 2009 | Kiev      | Princesses           | "Lurji prinveli" (ლურჯი ფრინველი) | 6       | 68     |
| 2010 | Minsk     | Mariam Kakhelishvili | "Mari-Dari" (მარი-დარი)           | 4       | 109    |
| 2011 | Erevan    | Candy                | "Candy music"                     | 1       | 108    |
| 2012 | Amsterdam | Funkids              | "Funky Lemonade"                  | 2       | 103    |
| 2013 | Kiev      | Smile Shop           | "Give Me Your Smile"              | 5       | 91     |
| 2014 | Malta     | Lizi Pop             | "Happy Day"                       | 11      | 54     |
| 2015 | Sofia     | The Virus            | "Gabede"                          | 10      | 51     |
| 2016 | Valletta  | Mariam Mamadashvili  | "Mzeo"                            | 1       | 239    |
| 2017 | Tbilisi   | Grigol Kipshidze     | "Voice of the Heart"              | 2       | 185    |
| 2018 | Minsk     | Tamar Edilashvili    | "Your Voice"                      | 8       | 144    |
| 2019 | Gliwice   | Giorgi Rostiashvili  | "We Need Love"                    | 14      | 69     |
| 2020 | Varșovia  | Sandra Gadelia       | "You Are Not Alone"               | 6       | 111    |
| 2021 | Paris     | Niko Kajaia          | "Let's Count the Smiles"          | 4       | 163    |
| 2022 | Erevan    | Mariam Bigvava       | "I Believe"                       | 3       | 161    |
| 2023 | Nisa      | Anastsia Vasadze     |                                   |         |        |

## Istoria voturilor (2007-2010)
| Poziție | Țară          | Puncte |
| ------- | ------------- | ------ |
| 1       | Ucraina       | 36     |
| 2       | Armenia       | 35     |
| 3       | Lituania      | 28     |
| 4       | Belarus       | 21     |
| 5       | Țările de Jos | 19     |

| Poziție | Țară     | Puncte |
| ------- | -------- | ------ |
| 1       | Armenia  | 38     |
| 2       | Ucraina  | 36     |
| 3       | Malta    | 35     |
| 4       | Lituania | 34     |
| 5       | Rusia    | 33     |